# EuroEyes Cyclassics de 2016
A EuroEyes Cyclassics de 2016 é a 21.ª edição desta corrida de ciclismo alemã, e a primeira com este novo nome. Teve lugar em 21 de agosto de 2016. Trata-se da 21.ª prova da UCI World Tour de 2016. O Francês Nacer Bouhanni (Cofidis) consegue a carreira ao sprint, mas está descatalogado ao 27.ª posto por « sprint irregular ». O Australiano Caleb Ewan (Orica-BikeExchange) toma o primeiro lugar, ante o Alemão John Degenkolb (Giant-Alpecin) e o Italiano Giacomo Nizzolo (Trek-Segafredo).

## Apresentação
A EuroEyes Cyclassics conhece em 2016 a sua 21.ª edição, a primeira sob este nome. A carreira muda efectivamente de patrocinador título, bem como de dono no neste ano. A EuroEyes [de], empresa baseada em Hamburgo e especializado na cirurgia laser dos olhos, é o novo patrocinador principal. Comprometeu-se para quatro anos e sucede ao patrocinador-título Vattenfall, que se retirou em 2015.. É organizada a partir de agora por Ironman Germany GmbH, filial europeia da World Triathlon Corporation [en], que ela-mesma pertence ao grupo chinês Wanda Group

### Equipas
| Equipes WorldTeam (18)- Lotto-Soudal - Tinkoff - Sky - BMC Racing Team - Etixx-Quick Step - Katusha - Orica-BikeExchange - Trek-Segafredo - FDJ - Movistar Team - Astana - AG2R La Mondiale - Lotto NL-Jumbo - Lampre-Merida - Cannondale-Drapac - Giant-Alpecin - IAM Cycling - Dimension Data Equipes profissionais Continentais (4)- Bora-Argon 18 - Stölting Service Group - Cofidis, Solutions Crédits - Verva ActiveJet |
| |

## Classificação geral
| \| Classificação geral \| Classificação geral \| Classificação geral \| Classificação geral \| Classificação geral \| \| Ciclista \| Ciclista \| Equipe \| Tempo \| \| \| ------------------- \| ------------------- \| ------------------- \| ------------------- \| ------------------- \| \| 1. \| Caleb Ewan \| Orica-BikeExchange \| 4h54m26s \| \| \| 2. \| John Degenkolb \| Giant-Alpecin \| + 0s \| \| \| 3. \| Giacomo Nizzolo \| Trek-Segafredo \| + 0s \| \| \| 4. \| Danny van Poppel \| Team Sky \| + 0s \| \| \| 5. \| Alexander Kristoff \| Katusha \| + 0s \| \| \| 6. \| Dylan Groenewegen \| LottoNL-Jumbo \| + 0s \| \| \| 7. \| Mark Renshaw \| Dimension Data \| + 0s \| \| \| 8. \| Sondre Holst Enger \| IAM Cycling \| + 0s \| \| \| 9. \| Matteo Trentin \| Etixx-Quick Step \| + 0s \| \| \| 10. \| André Greipel \| Lotto-Soudal \| + 0s \| \| \| 11. \| Jürgen Roelandts \| Lotto-Soudal \| + 0s \| \| \| 12. \| Daniel Oss \| BMC Racing Team \| + 0s \| \| \| 13. \| Ruslan Tleubayev \| Astana \| + 0s \| \| \| 14. \| Nikolay Trusov \| Tinkoff \| + 0s \| \| \| 15. \| Michael Valgren \| Tinkoff \| + 0s \| \| \| 16. \| Roy Curvers \| Giant-Alpecin \| + 0s \| \| \| 17. \| Hugo Houle \| AG2R La Mondiale \| + 0s \| \| \| 18. \| Heinrich Haussler \| IAM Cycling \| + 0s \| \| \| 19. \| Jordi Simón \| Verva ActiveJet \| + 0s \| \| \| 20. \| Sacha Modolo \| Lampre-Merida \| + 0s \| \| |                    |                    |          |
| |                    |                    |          |
| Fontes: ProCyclingStats Cycling Quotient |                    |                    |          |
| Classificação geral |                    |                    |          |
| Ciclista | Ciclista           | Equipe             | Tempo    |
| 1. | Caleb Ewan         | Orica-BikeExchange | 4h54m26s |
| 2. | John Degenkolb     | Giant-Alpecin      | + 0s     |
| 3. | Giacomo Nizzolo    | Trek-Segafredo     | + 0s     |
| 4. | Danny van Poppel   | Team Sky           | + 0s     |
| 5. | Alexander Kristoff | Katusha            | + 0s     |
| 6. | Dylan Groenewegen  | LottoNL-Jumbo      | + 0s     |
| 7. | Mark Renshaw       | Dimension Data     | + 0s     |
| 8. | Sondre Holst Enger | IAM Cycling        | + 0s     |
| 9. | Matteo Trentin     | Etixx-Quick Step   | + 0s     |
| 10. | André Greipel      | Lotto-Soudal       | + 0s     |
| 11. | Jürgen Roelandts   | Lotto-Soudal       | + 0s     |
| 12. | Daniel Oss         | BMC Racing Team    | + 0s     |
| 13. | Ruslan Tleubayev   | Astana             | + 0s     |
| 14. | Nikolay Trusov     | Tinkoff            | + 0s     |
| 15. | Michael Valgren    | Tinkoff            | + 0s     |
| 16. | Roy Curvers        | Giant-Alpecin      | + 0s     |
| 17. | Hugo Houle         | AG2R La Mondiale   | + 0s     |
| 18. | Heinrich Haussler  | IAM Cycling        | + 0s     |
| 19. | Jordi Simón        | Verva ActiveJet    | + 0s     |
| 20. | Sacha Modolo       | Lampre-Merida      | + 0s     |